# Charlotte Aïssé

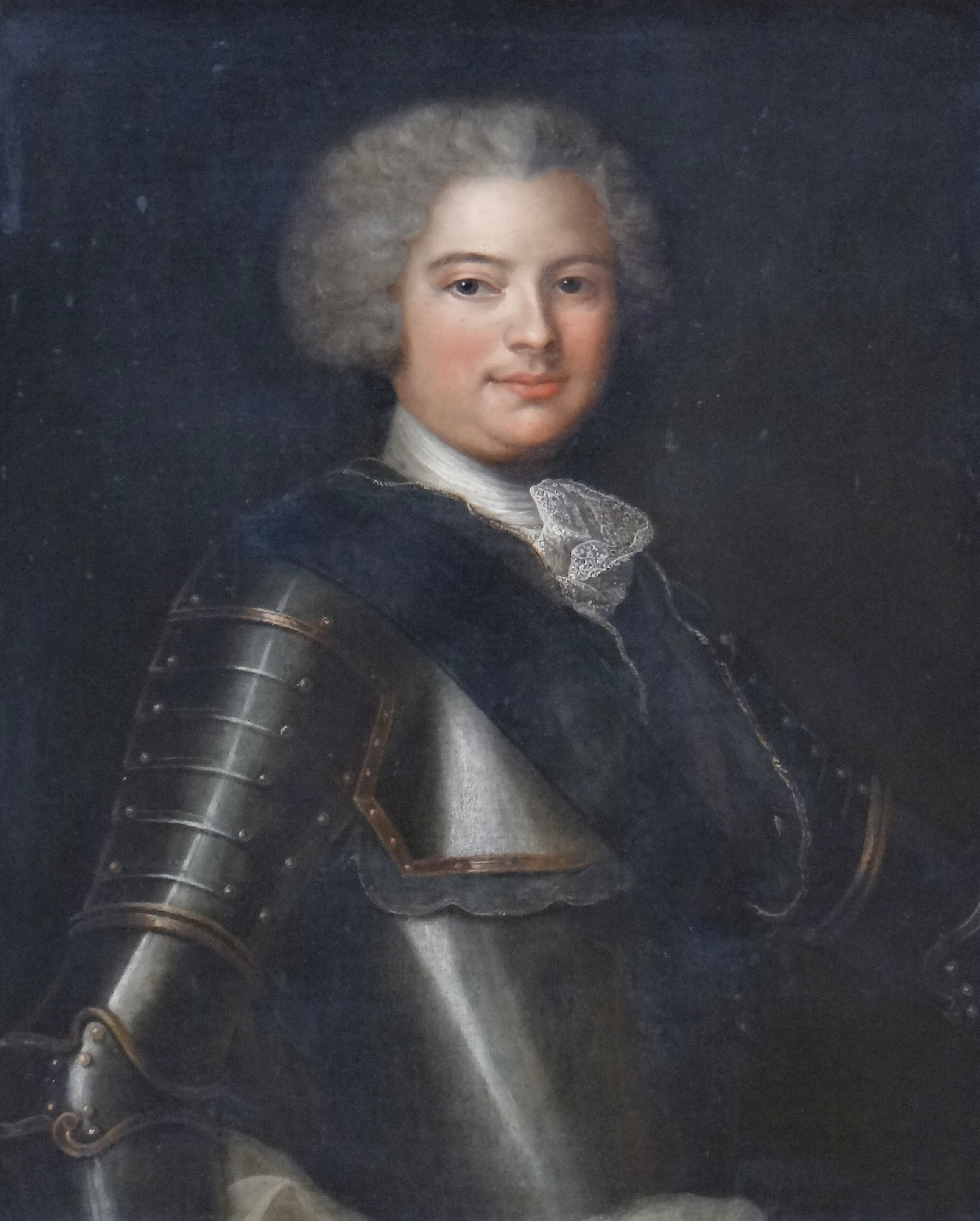
Portrait du chevalier Blaise-Marie d'Aydie, c. 1785.

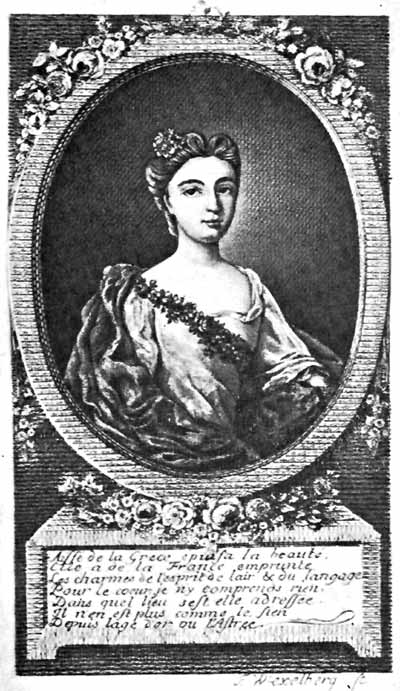
Portrait gravé par F. Wexelberg qui sert de frontispice à la deuxième édition des Lettres de Mademoiselle Aïssé (Lausanne, 1788).

Charlotte-Élisabeth Aïcha  (dite Mlle Aïssé), née vers 1693 en Circassie, baptisée à Lyon, paroisse d'Ainay, le 19 septembre 1698, et morte à Paris le 13 mars 1733, est une épistolière française surtout connue pour sa correspondance : Lettres de Mademoiselle Aïssé à Madame C***. L'historienne Claire-Éliane Engel a émis l'hypothèse que ces lettres avaient été retravaillées par un tiers avant leur publication posthume.

## Biographie
Mlle Aïssé serait la fille d’un chef circassien dont le palais avait été attaqué et pillé par les Turcs. Elle fut achetée à un marchand d’esclaves, vers l’âge de quatre ans, par le comte Charles de Ferriol, ambassadeur de France à Constantinople. Il l’amena très jeune à Paris, où elle fut élevée par la belle-sœur du comte, Marie-Angélique de Tencin, avec ses deux fils, Antoine de Ferriol de Pont-de-Veyle (1697-1774) et Charles-Augustin de Ferriol d'Argental (1700-1788).
Introduite dans le monde, sa position dans la société de son temps en ébullition, ses aventures romanesques et ses vives passions lui ont donné la célébrité. Sa beauté et son charme excitent des passions qui font du bruit. Elle résiste aux avances du Régent Philippe d'Orléans (1674-1723), s'engage dans une liaison passionnée avec le chevalier Blaise-Marie d’Aydie (1692-1761) ; elle en a une fille, baptisée sous le nom de Célénie Leblond, dont elle accouche clandestinement en mai 1724. Mais le chevalier ne peut l'épouser, du fait de son appartenance à l'ordre de Malte.

## Éditions desLettres de Mademoiselle Aïssé à Madame C…
- Lettres de Mademoiselle Aïssé à Madame C........., qui contiennent plusieurs anecdotes de l’histoire du temps, depuis l’année 1726 jusqu'en 1733, précédées d’un narré très court de l’histoire de Mademoiselle Aïssé, pour servir à l’intelligence de ses lettres, avec des notes, dont quelques-unes sont de M. de Voltaire, éd. Julie Rieu[6], La Grange, Paris, 1787.
- Lettres de Mademoiselle Aïssé à Madame C........., Nouvelle édition corrigée et augmentée du portrait de l’auteur, Mourer et La Grange, Lausanne et Paris, 1788.
- Lettres de Mesdames de Villars, de Coulanges, et de La Fayette, de Ninon de L’Enclos, et de Mademoiselle Aïssé, éd. Louis-Simon Auger, Léopold Collin, Paris, 1805, t.2, p.145-394.
- Lettres de Mademoiselle Aïssé à Madame Calandrini de Genève, Léopold Collin, Paris, 1806.
- Lettres de Mademoiselle Aïssé, accompagnées d'une notice biographique et de notes explicatives, éd. Louis-Simon Auger, Chaumerot Jeune, Paris, 1823.
- Lettres de Mademoiselle Aïssé à Madame Calandrini. Avec une notice par M. Sainte-Beuve, éd. Jules Ravenel, Gerdes et Lecou, Paris, 1846.
- Lettres portugaises [de Mariana Alcoforado], avec les réponses. Lettres de Mademoiselle Aïssé, suivies de celles de Montesquieu et de Madame du Deffand au chevalier d'Aydie, etc., éd. Eugène Asse, Charpentier, Paris, 1873.
- Lettres de Mademoiselle Aïssé à Madame Calandrini, éd. Alexandre Piédagnel, Jouaust, Paris, 1878.
- Lettres de Mademoiselle Aïssé précédées d’une étude de Sainte-Beuve, éd. Marcel Arland, Stock, Paris, 1943.
- Lettres de Mademoiselle Aïssé: précédées d’une étude de Sainte-Beuve, Edkoseis et Hatier, Athènes et Paris, 1975.

## Manuscrits
La Bibliothèque de Genève conserve une copie de la main d'Antoine Tronchin d'une lettre d'Aïssé à Julie Calandrini, du 2 août 1727 , ainsi que trois lettres de la main d'Aïssé à un ou différents membres de la famille Tronchin, de l'été 1727 , du 6 janvier 1730 , et de Livry, le 5 septembre 1730 .

## Iconographie
- Portrait à l'huile attribué à Nicolas de Largillière, vers 1720, au Château de Jegenstorf[1].

- Portrait au pastel attribué à Louis René Vialy, au Musée d'Art et d'Archéologie du Périgord[7].

- Portrait(s) au pastel, attribué(s) à Charles Antoine Coypel, 1727. L'original a été commandé par le comte Charles de Ferriol[8]. Il pourrait s'agir de la version qui a appartenu à Mme Marie-Sophie de Vimeux, héritière de d'Argental, achetée, vers 1826, par Clogenson[9]. Une ou plusieurs copies ont sans doute été commandées par Mlle Aïssé. Son arrière-petit-fils, le marquis de Bonneval, en possédait une[10]. En 1792, Pierre-Antoine de La Place en possédait peut-être une autre, qu'il attribuait cependant à Liotard[11].

« Je me suis faite peindre en pastel, ou pour mieux dire, M. de Ferioles qui a un appartement charmant, a fait peindre six belles dames, dont je suis, non comme belle assurément, mais comme amie ; Mme de Noailles, de Parabert, Mme la duchesse de Lesdiguieres, Mme de Montbrun, et une copie d'un portrait de Mlle de Villfranche à l'âge de quinze ans ; ils sont tous de la même grandeur ; le mien est parfaitement ressemblant ; j'ai résolu d'en demander la copie, et si le peintre croit qu'il vaut mieux le faire d'après moi, je le ferai venir ; c'est l'affaire de trois heures. Si vous étiez ici, Madame, je vous aurais demandé à genoux, la complaisance de vous laisser peindre pour moi. On s'appuie sur une table, où le peintre travaille ; cela fait que l'on s'amuse à voir dessiner, et que l'on n'a point d'attitude gênante. Aussitôt que j'aurai cette copie ou l'original, je vous l'envoyerai. En le voyant, je vous prie de croire qu'il fait des vœux au ciel pour vous, car on a voulu que les yeux fussent en l'air avec un voile bleu, comme une vestale, ou une novice. »
- Portrait gravé par F. Wexelberg, 1788, avec des vers de Jacob Vernet.

- Portrait gravé par un anonyme genevois d'après un original appartenant à la famille Calandrini-Rieu, 1846[13].

## Influence
L’histoire d’Aïssé et du comte de Ferriol inspira l’Histoire d'une Grecque moderne (1740) à l’abbé Prévost. Elle a également fourni le sujet de trois pièces de théâtre, par Alexandre de Lavergne et Paul Foucher (1854), par Louis Bouilhet (1872) et par Louis Lautrey sous le nom de Dejoux (1898).